# MLS Cup 2000
De MLS Cup 2000 was de voetbal kampioenschapswedstrijd van het MLS Seizoen 2000. Deze wedstrijd werd gespeeld op 15 oktober, 2000. Kansas City Wizards won voor de eerste keer de MLS Cup door Chicago Fire met 1-0 te verslaan. De enige treffer kwam op naam van Miklos Molnar.

## Stadion
Het Robert F. Kennedy Memorial Stadium, de thuishaven van DC United, heeft de MLS Cup 2000 georganiseerd, dit was de tweede keer dat het stadion werd gebruikt voor de finale van de MLS en de eerste keer sinds 1997.